# カレン・ペンス
カレン・スー・ペンス（英語: Karen Sue Pence 、1957年1月1日 - ）はアメリカ合衆国の教師、画家。第48代アメリカ合衆国副大統領マイク・ペンスの妻である。2013年1月14日から2017年1月9日までインディアナ州のファーストレディ、2017年1月20日から4年間アメリカ合衆国のセカンドレディの役割を担った。

## 生い立ち
カレン・スー・ペンスは1957年1月1日にアメリカ合衆国カンザス州にジョン・バッテン（1931年または1932年 - 1988年）とリリアン・バッテン（1931年 - 2004年）の娘として生まれる。インディアナポリス郊外のブロード・リップルで育ち、インディアナポリスのビショップ・チャタード高校に通った。高校卒業後、教師を志し、バトラー大学に進学する。同大学では芸術学を専攻した。その後、同大学から初等教育において学士と修士を取得している。

## 結婚と仕事
大学卒業後、インディアナポリスで教師としてのキャリアをスタートさせ、ジョン・ストレンジ小学校、アクトン小学校、フォール・クリーク小学校、オーチャード・スクールに勤務した。この間に一度医学生の元夫と結婚するも、すぐに離婚している。 その後、セント・トマス・アクィナス教会のミサでギターを弾いていた際にのちに夫となるマイク・ペンスと出会う。
第一子が生まれた後、水彩画を学び、現在は主に建築物を描く画家としても活動している。

## アメリカ合衆国のセカンドレディとして
2016年11月18日の大統領選挙でドナルド・トランプが当選し、夫であるマイク・ペンスが副大統領になることが決定したことに伴い、アメリカ合衆国のセカンドレディになることが決定した。

## 家族と生活
カレンは前述のとおり、教会のミサで夫のマイク・ペンスと出会っている。1984年8月に婚約し、 1985年6月8日に正式に結婚する。インディアナ州マリオン郡にカレンがマイク・ペンスと結婚する以前に他の男性と結婚していた記録が残っている。夫との間にマイケル（現アメリカ海兵隊員）、シャーロット、オードリーの3人の子供がいる。 水彩画家としてアートにはヒーリング効果があることを主張し、宣伝している。